# Alida Edelman-Vlam
Alida (Alie) Wilhelmina Vlam, later bekend onder de naam Edelman-Vlam (Hoorn, 6 juli 1909 - Wageningen, 17 februari 1999), was sociaal-geograaf en een van de grondleggers van de historisch-geografische traditie in Wageningen.

## Carrière
Vlam studeerde sociale geografie aan de Universiteit van Amsterdam  en promoveerde in 1942 bij de Utrechtse hoogleraar fysische geografie Karl Oestreich op historisch-morfologisch onderzoek van enkele Zeeuwse eilanden.
In 1946 trad ze toe tot de staf van Cees Edelman, die kort daarvoor de Stichting voor Bodemkartering in Bennekom had opgericht. Samen met hem, vanaf 1953 haar echtgenoot, bouwde ze het interdisciplinair landschapsonderzoek in Wageningen door een combinatie van de vakgebieden der bodemkunde, historische geografie, geschiedenis en toponymie verder uit. Edelman en zijn eerdere assistent Willem Oosting hadden daar tot het overlijden van Oosting in 1942 de basis voor gelegd. Zij werkte onder meer samen met Max van Hoffen, en was in haar Wageningse periode met name gericht op de Nederlandse zandgronden. In 1974 ging ze met pensioen.
Een van de media waarin ze publiceerde was de reeks Boor en Spade.

## Publicaties
Selectie van publicaties van de hand van Edelman-Vlam:
- 1936, Resultaten van een onderzoek naar de kaarten van het zeegat van het Vlie van de 16e eeuw tot 1800
- 1942, De veranderingen in den mond van de Westerschelde van het begin der 16e eeuw tot omstreeks 1800
- 1942, Historisch-morfologisch onderzoek van eenige Zeeuwsche eilanden, dissertatie
- 1944, Bijdragen tot de geschiedenis van de Schelde
- 1948, Historische Geografie en Bodemkunde, in Boor en Spade, deel I
- 1048, Voorlopers van de bodemkartering
- 1949, met C.H. Edelman, Over de perceelsnamen van het Nederlandse rivierkleigebied, Betuwe en Bommelerwaard
- 1950, De namen van onze tuinbouwgronden, in De Tuinbouw 5, 11, blz. 274-276
- 1952, met E.W. Hofstee, Opmerkingen over de ontwikkeling van de perceelsvormen in Nederland, in Boor en Spade, deel V, blz. 194-235
- 1958, met C.H. Edelman en J.A. Huisman, De namen Betuwe en Veluwe. Lezingen gehouden voor de Naamkunde-Commissie der Koninklijke Nederlandse Akademie van Wetenschappen op 15 juni 1957 te Tiel
- 1958, met C.H. Edelman, Bijdrage tot de ontginningsgeschiedenis van de zuidelijke zandgronden
- 1973, met H. de Bakker, Soils of the Netherlands in colour
- 1976, met H. de Bakker, De Nederlandse bodem in kleur
- 1978, met G.J. van den Berg en P.W. Geudeke, Luchtatlas van Nederland

- Biografisch Portaal: 97561984
- Gemeinsame Normdatei: 1089539274
- International Standard Name Identifier: 0000 0003 6232 7554
- Nederlandse Thesaurus van Auteursnamen: 068841159
- Système universitaire de documentation: 130537276
- Virtual International Authority File: 238310751
- WorldCat: E39PBJcGpVr8vftYMccCwCpByd